# Filodon
Filodon (Phyllodon) – rodzaj niewielkiego ornitopoda żyjącego w późnej jurze na terenie dzisiejszej Portugalii. Mógł być blisko spokrewniony ze współczesnymi mu dinozaurami żyjącymi na obszarze Ameryki Północnej. Jest znany ze skamieniałości zębów i przypuszczalnie żuchwy. Nazwę Phyllodon nosi również rodzaj mchów, jednak nie stanowi to problemu, gdyż taksony te należą do różnych królestw.

## Historia odkryć
Phyllodon henkeli został opisany w oparciu o MGSP G5 – niekompletną żuchwę wydobytą z kopalni węgla brunatnego nieopodal Leirii. Richard Thulborn, który opisał gatunek, do holotypu dołączył jeden ząb szczęki (MSGP G2). Uznał Phyllodon henkeli za hipsylofodonta i przedstawił rekonstrukcję wzoru zębowego. Peter Galton, badający późnojurajskie hipsylofodonty z Ameryki Północnej, uznał, że zęby filodona najbardziej przypominają zęby nanozaura i zgodził się z identyfikacją Phyllodon jako hipsylofodonta ze względu na asymetryczność zębów żuchwy przy spojrzeniu z przodu i z tyłu.
Ze względu na niekompletność materiału kopalnego Phyllodon jest często uznawany wątpliwy rodzaj bazalnego ornitopoda o bliżej nieustalonym pokrewieństwie. W 2001 roku Oliver Rauhut opisał nieznane dotąd skamieniałości mogące należeć do przedstawicieli tego rodzaju. Pochodzą one z miejsca, w którym odkryto także holotyp, i obejmują fragment żuchwy oraz ponad 120 zębów. Ze względu na nieobecność w tej lokalizacji dinozaurów podobnych do filodona Rauhut wstępnie uznał je za reprezentujące rodzaj Phyllodon. Zęby były mierzyły nie więcej niż 3 mm długości i prawdopodobnie należały do osobnika juwenilnego. W opisanym materiale Rauhut odnalazł dodatkowe cechy diagnostyczne Phyllodon, w tym bardzo wysokie zęby szczęki, wskazujące, że rodzaj ostatecznie może być ważny. Dzięki porównaniu z innymi hipsylofodontami, Rauhut doszedł do wniosku, że filodon wykazuje największe podobieństwa do drinkera, występującego w późnej jurze na terenie północnoamerykańskiej formacji Morrison. Również Galton w 2007 spostrzegł podobieństwa zębów filodona oraz drinkera i nanozaura.

## Paleobiologia
Jako przedstawiciel Hypsilophodontidae lub innej grupy bazalnych ornitopodów Phyllodon był prawdopodobnie dwunożnym roślinożercą. Większość dorosłych hipsylofodontów mierzyła 1–2 m długości, więc przypuszczalnie również on osiągał zbliżone rozmiary. Niektóre źródła podają, że dorastał do około 90 cm długości. Jego podobieństwo do północnoamerykańskich drinkera i nanozaura jest kolejnym ogniwem łączącym fauny późnojurajskiej Portugalii i współczesnej jej formacji Morrison.